# Denis Roux
Denis Roux (Montreuil, 5 de noviembre de 1961) fue un ciclista francés, profesional entre 1984 y 1992, cuyo mayor éxito deportivo lo logró en la Vuelta a España, donde conseguiría una victoria de etapa en la edición de 1990.
Tras su retirada siguió vinculado al ciclismo al desempeñar entre 1993 y 1996, el cargo de entrenador en la Federación Canadiense de Ciclismo y, entre 1997 y 2008 el cargo de director deportivo del equipo ciclista francés Crédit Agricole.

## Palmarés
| 1983 - 1 etapa del Tour del Porvenir - Tour de Vaucluse 1985 - Tour du Sud-Est 1986 - 1 etapa del Tour del Porvenir 1989 - 1 etapa del Tour del Porvenir 1990 - 1 etapa de la Vuelta a España |

## Equipos
- Coop-Hoonved (1984)
- Renault-Elf (1985)
- Système U (1986)
- Z-Peugeot (1987-1988)
- Toshiba (1989-1991)
- Subaru-Montgomery (1992)